# Vignolles
Vignolles är en kommun i departementet Charente i regionen Nouvelle-Aquitaine i västra Frankrike. Kommunen ligger  i kantonen Barbezieux-Saint-Hilaire som ligger i arrondissementet Cognac. År 2022 hade Vignolles 161 invånare.

## Befolkningsutveckling
Antalet invånare i kommunen Vignolles
Referens:INSEE